# Kaci Kullmann Five
Kaci Kullmann Five, született Karin Cecilie Kullmann (Bærum, 1951. április 13. – Oslo, 2017. február 19.) norvég politikus.

## Élete
Bærumban született egy fogorvos lányaként. Jogi és politológiai diplomát szerzett az Osló Egyetemen. 1972-ben házasságot kötött Carsten O. Five újságíróval, szerkesztővel. Házasságukból két gyermek született.
1975 és 1981 között Bærumban önkormányzati képviselő volt. 1981 és 1997 között a norvég parlament tagja volt. 1997-ben visszavonult a politikától és az Aker RGI cég ügyvezető igazgatójaként tevékenykedett 2001-ig. Ezt követően szabadúszó tanácsadóként dolgozott tovább és tagja volt több nagyvállalat igazgatótanácsának is, többek között Norvégia legnagyobb kőolajcégének, a Statoilnak is.
2000 és 2003 között a Norvég Nobel-bizottság póttagja volt. 2003-ban választották az öt állandó tag közé. 2015-ben a bizottság elnökévé választották.
A bizottság tagjaként többek között Sirin Ebádi, Al Gore, Martti Ahtisaari, Barack Obama, Liu Hsziao-po és az Európai Unió Nobel-békedíjjal való elismerésében vett részt.